# Hyperamminella
Hyperamminella es un género de foraminífero bentónico considerado nomen nudum y en todo caso un sinónimo posterior de Technitella de la subfamilia Saccammininae, de la familia Saccamminidae, de la superfamilia Saccamminoidea, del suborden Saccamminina y del orden Astrorhizida. Su especie tipo era Hyperamminella elegans. Su rango cronoestratigráfico abarcaba el Holoceno.

## Discusión
Clasificaciones previas incluían Hyperamminella en la superfamilia Astrorhizoidea, así como en el suborden Textulariina del orden Textulariida.

## Clasificación
Hyperamminella incluía a la siguiente especie:
- Hyperamminella elegans

Otra especie considerada en Hyperamminella es:
- Hyperamminella venusta , de posición genérica incierta